# Ocelot chilijski
Ocelot chilijski, kot górski, kodkod, kot chilijski (Leopardus guigna) – gatunek drapieżnego ssaka z podrodziny kotów (Felinae) w obrębie rodziny kotowatych (Felidae). Jest najmniejszym kotowatym półkuli zachodniej.

## Taksonomia
Gatunek po raz pierwszy zgodnie z zasadami nazewnictwa binominalnego opisał w 1782 roku hiszpańsko-chilijski przyrodnik Juan Ignacio Molina nadając mu nazwę Felis guigna. Holotyp pochodził z Valdivia, w Chile. 
Czasami umieszczany w rodzaju Oncifelis. Dane molekularne i morfologiczne wykazują, że L. guigna i L. geoffroyi są taksonami siostrzanymi; analizy linii genetycznych mtDNA pokazują, że ich ostatni wspólny przodek występował około 2-3 mln lat temu. Autorzy Illustrated Checklist of the Mammals of the World rozpoznają dwa podgatunki.

### Etymologia
- Leopardus: gr. λεοπαρδος leopardos „lampart, pantera”[12].
- guigna: lokalna nazwa ocelota chilijskiego[13].
- tigrillo: hiszp. tigrillo „ocelot”, od tigre „tygrys”; przyrostek zdrabniający -illo[13].

## Zasięg występowania
Ocelot chilijski występuje w południowo-zachodniej Ameryce Południowej zamieszkując w zależności od podgatunku:
- L. guigna guigna – południowe Chile i Argentyna.
- L. guigna tigrillo – środkowe Chile.

## Morfologia
Długość ciała 39–51 cm, ogona 19,5–25 cm; masa ciała dorosłych samców 1,7–3 kg, dorosłych samic 1,3–2,1 kg. Mają sierść szarobrązową lub rdzawobrązową pokrytą małymi ciemnymi plamkami. 

## Ekologia
Odżywiają się drobnymi gryzoniami, ptakami i gadami. Prowadzą nocny i okazjonalnie nadrzewny tryb życia.
Rozwój i życie kodkodów nie są do końca znane, jednak przypuszcza się, że w jednym miocie rodzi się od jednego do trzech młodych, a przeciętny osobnik żyje około 11 lat. Niewiele wiadomo o liczebności populacji tego gatunku, jednak przypuszcza się, że ze względu na karczowanie lasów może być gatunkiem zagrożonym. Jest chroniony zarówno w Chile jak i w Argentynie.